# Калю, Александро
Александро Калю (нидерл. Alexandro Calut; родился 22 апреля 2003, Шарлеруа, Бельгия) — бельгийский футболист, защитник клуба «Стандард», выступающий на правах аренды за «Ауд-Хеверле Лёвен».

## Клубная карьера
Калю — воспитанник льежского клуба «Стандард». 8 мая 2021 гоа в матче против «Гента» он дебютировал в Жюпиле лиге.